# Khan El-Khalili

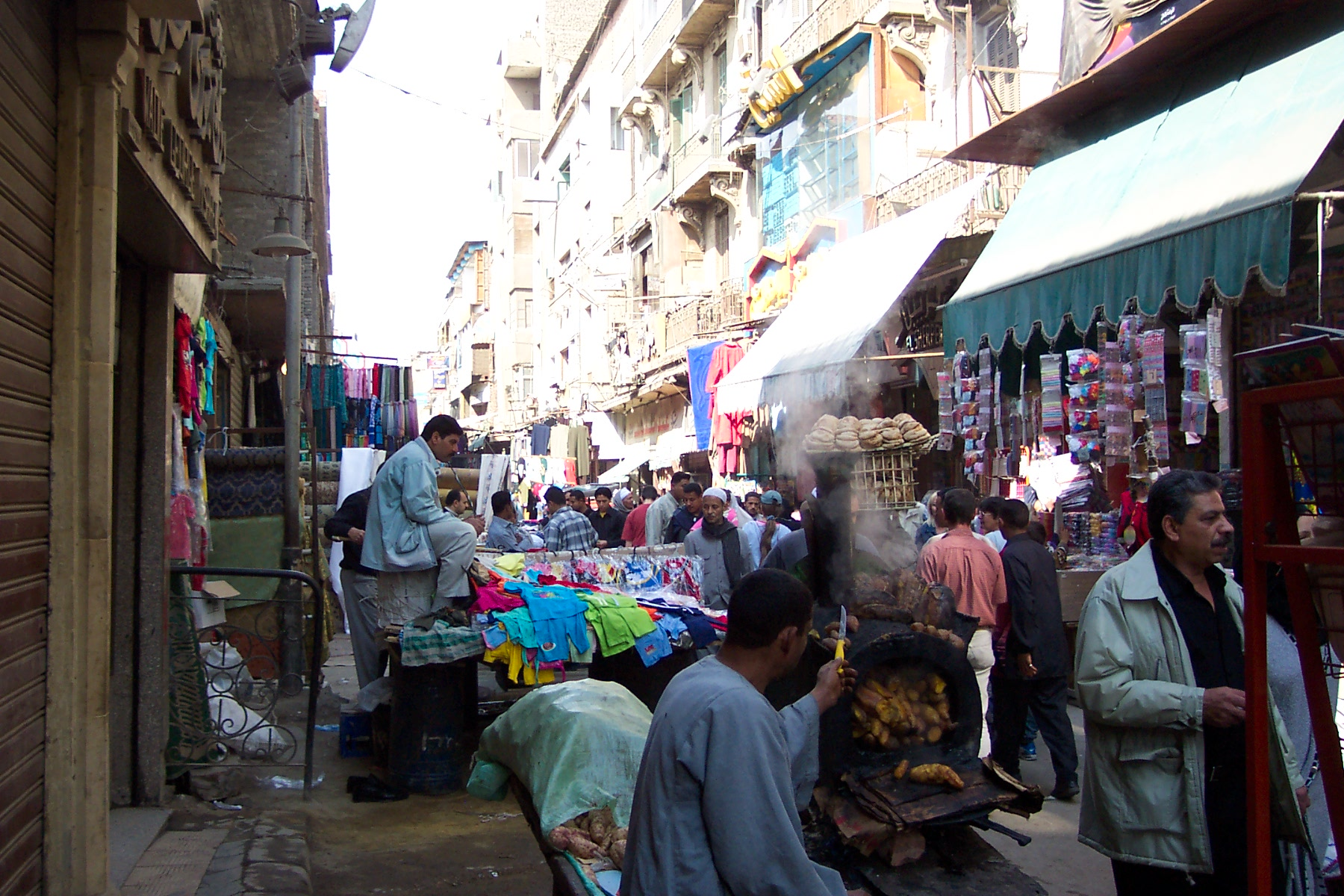
Khan El-Khalili

Khan El-Khalili (Arabisch: خان الخليلي) is de grootste soek ter wereld, gelegen in Cairo, de hoofdstad van Egypte. 
De markt is ontstaan aan het eind van de veertiende eeuw en was in het verleden in trek bij de rondreizende handelskaravanen vanuit Afrika, het Midden-Oosten en Azië. De soek dankt zijn naam aan Emir Djaharks el-Khalili, een machtige Mammelukse prins, die de markt voor het eerst bouwde in 1382. 
Ten tijde van het Ottomaans Egypte stond de markt ook wel bekend als de Turkse Bazaar.
De markt ligt zo'n 2,5 kilometer ten westen van het centrum van de stad en is goed bereikbaar per taxi en bus. 
De markt kom pas echt tot leven aan het eind van de middag, in de ochtend en begin van de middag zijn veel winkeltjes nog gesloten.
Er is een lichte scheiding tussen het toeristische deel van de soek en het deel dat voornamelijk bestemd is voor de lokale bevolking: rechts van de 'hoofdingang' verkoopt men vooral souvenirs, waterpijpen, goud en zilver terwijl men in het linkerdeel vooral kleding, allerlei gebruiksvoorwerpen, speelgoed en specerijen aan de lokale bevolking verkoopt.